# 시어도어 비켈
시어도어 비켈(Theodore Bikel, 1924년 5월 2일 ~ 2015년 7월 21일)은 오스트리아 태생의 미국 배우이다.

## 출연 작품
- 작은 배신자 (2007)
- 이즌트 디스 어 타임 (2004)
- 샤도우 프로그램 (1997)
- 위험한 누명 (1993, Benefit of the Doubt)
- 크렘린의 위기 (1992)
- 이별 없는 아침 (1989)
- 스팅스트 맨 인 타운 (1978)
- 엔터베 특공작전 (1976)
- 리틀 아크 (1972)
- 200 모텔스 (1971)
- 데이빗 프로스트 쇼 (1969)
- 올 인 더 패밀리 (1968)
- 페스티발 (1967)
- 눈 와인 (1966)
- 러시안스 (1966)
- 샌드 오브 더 칼라하리 (1965)
- 마이 페어 레이디 (1964)
- 플란다스의 개 (1960)
- 우먼 옵세스 (1959)
- 앵그리 힐스 (1959)
- 포일라인 (1958)
- 나는 살고 싶다 (1958)
- 흑과 백 (1958)
- 자랑과 정열 (1957)
- 상과 하 (1957)
- 콜디츠 스토리 (1955)
- 더 영 러버즈 (1954)
- 네버 렛 미 고 (1953)
- 벨마 (1953)
- 물랑 루즈 (1952)
- 아프리카의 여왕 (1951)

### 텔레비전
- 전격 Z작전 (1982)
- 다이너스티 (1981)
- 스튜디오 원 (1948)